# Elezioni generali in Malawi del 2004
Le elezioni generali in Malawi del 2004 si tennero il 20 maggio per l'elezione del Presidente e dei membri del Parlamento.

## Risultati

### Elezioni presidenziali
| Candidati          | Partiti                           | Voti      | %     |
| ------------------ | --------------------------------- | --------- | ----- |
| Bingu wa Mutharika | Fronte Democratico Unito          | 1 195 586 | 35,97 |
| John Tembo         | Partito del Congresso del Malawi  | 937 965   | 28,22 |
| Gwanda Chakuamba   | Partito Repubblicano              | 836 118   | 25,16 |
| Brown Mpinganjira  | Alleanza Democratica Nazionale    | 286 320   | 8,61  |
| Justin Malewezi    | Movimento Progressista del Popolo | 67 812    | 2,04  |
| Totale             | Totale                            | 3 323 801 | 100   |

### Elezioni parlamentari
| Liste                                              | Voti      | %     | Seggi |
| -------------------------------------------------- | --------- | ----- | ----- |
| Fronte Democratico Unito                           | 801 200   | 25,34 | 49    |
| Partito del Congresso del Malawi                   | 785 671   | 24,85 | 57    |
| Alleanza Democratica Nazionale                     | 256 713   | 8,12  | 9     |
| Partito Repubblicano                               | 231 002   | 7,31  | 15    |
| Alleanza per la Democrazia                         | 114 017   | 3,61  | 6     |
| Movimento Progressista del Popolo                  | 98 548    | 3,12  | 6     |
| Movimento per il Cambiamento Democratico Autentico | 53 127    | 1,68  | 3     |
| Partito della Trasformazione del Popolo            | 21 153    | 0,67  | 1     |
| Indipendenti                                       | 766 137   | 24,23 | 40    |
| Altri                                              | 34 019    | 1,08  | 1     |
| Totale                                             | 3 161 587 | 100   | 193   |